# Non ci resta che il crimine
Non ci resta che il crimine è un film del 2019 diretto da Massimiliano Bruno.

## Trama
Roma, 2018. Moreno, Sebastiano e Giuseppe, amici di lunga data ognuno afflitto da problemi personali ed economici, tentano di sbarcare il lunario proponendo un tour alla scoperta dei luoghi simbolo della banda della Magliana; durante una pausa caffè però, mentre stanno mostrando l’itinerario al loro ricco e antipatico amico Gianfranco, a causa di un ponte di Einstein-Rosen, si ritrovano proprio nel 1982, anno della Coppa del Mondo di calcio in Spagna vinta dall'Italia e periodo d'oro della banda della Magliana stessa.
I tre quindi decidono di sfruttare le loro conoscenze calcistiche per fare soldi, sapendo in anticipo tutti i risultati grazie a Giuseppe, ma si ritrovano indebitati con il night club di Renatino, il capo della banda, che rapisce Giuseppe e comunica agli altri due l'intenzione di uccidere il loro amico se non saldano il debito.
Moreno e Sebastiano le provano tutte per racimolare il denaro necessario per salvare Giuseppe e così si imbattono in Gianfranchino (la versione di Gianfranco nel 1982), e in Sabrina, fidanzata di Renatino che aveva ingoiato la fede nuziale di Sebastiano nel night club di proprietà della banda dove il trio aveva passato una notte. Intanto, Renatino e Giuseppe stringono una sorprendente amicizia.
Persa ogni speranza, Moreno e Sebastiano si recano alla basilica di Sant'Apollinare, dove è custodito il tesoro della banda stessa, e saldano il debito con una piccola parte di esso. I tre amici si ricongiungono ma Giuseppe, preso dall'enfasi, rivela in anticipo il goal di un giocatore mentre la banda sta assistendo ad una partita dei Mondiali; proprio per questo Renatino si insospettisce di loro, li sequestra e uccide il Sorcio, uno dei suoi, con l'accusa di essere stato l'amante segreto di Sabrina (che in realtà è Sebastiano). Inoltre, Renatino inizia a sfruttare le conoscenze calcistiche di Giuseppe per vincere varie scommesse sulle partite.
Una sera Renatino, definito debole da alcuni suoi membri per la sua decisione di sfruttare le conoscenze di Giuseppe per non sporcarsi più le mani e fare soldi a palate, costringe, l'indomani, Moreno, Giuseppe e Sebastiano ad effettuare insieme a lui una rapina in banca; il colpo non ha successo e termina con la cattura di Renatino e la fuga del trio. Poi, Moreno spiega il suo piano: intrufolarsi di nuovo a Sant'Apollinare, rubare il tesoro della banda, seppellirlo in un posto sicuro e riprenderlo nel 2018, ma per fare tutto ciò hanno bisogno delle chiavi della porta che li divide dal portale; queste sono in possesso di Sabrina, della quale Sebastiano si è innamorato.
Perciò, Sebastiano si reca a casa di Sabrina e tenta di impossessarsi delle chiavi, ma la donna si accorge dell'inganno e Sebastiano è costretto a rivelarle del portale e che viene dal futuro. Sabrina, innamorata di Sebastiano, crede alle parole dell'uomo e si unisce al trio nel furto a Sant'Apollinare, che termina con l'arrivo di Renatino, rilasciato dopo essere stato catturato dalla polizia; Renatino sequestra Moreno, Sebastiano e Gianfranchino, giunto anche lui sul luogo grazie a uno smartphone ottenuto dall’incontro coi due, e lascia libero solo Giuseppe, poiché è l'unico che gli si è dimostrato fedele.
Subito dopo il sequestro, Renatino spara a Moreno e Sebastiano con la pistola di Giuseppe (per far ricadere su di lui la colpa dell'assassinio), e decide di tenere Gianfranchino come ostaggio. Tuttavia Giuseppe, in un primo momento rassegnatosi a vivere la sua vita in quell'epoca, si ricorda che la sua pistola è a salve e che quindi i due amici sono ancora vivi: insieme a Sabrina, Giuseppe si reca alla ricerca di Moreno e Sebastiano e riesce a ricongiungersi a loro. Così, il quartetto torna a Sant'Apollinare, ruba il tesoro, lo seppellisce e, dopo che Moreno libera Gianfranchino, tenuto in ostaggio nel locale della banda, i quattro si recano al portale, ma stranamente non lo trovano più; al contrario, trovano di nuovo Renatino con i suoi e Sabrina, rivelandosi disonesta e opportunista, si dilegua dagli altri tre, intenzionata ad impossessarsi di tutto il tesoro. Come se ciò non bastasse, si scopre che una bomba è stata piazzata nel locale da una fazione della banda, capeggiata dal criminale Bove precedentemente staccatasi da Renatino; l'ordigno, piazzato come ripicca per il fallimento della rapina, è stato settato per esplodere alla fine della finale del mondiale di quella sera, che terminerà entro pochi minuti.
Ormai spacciati e con la via preclusa dato che il portale è stato murato, Moreno, Sebastiano e Giuseppe vengono salvati da Gianfranco, che ormai ha capito il valore dell'amicizia; egli, infatti, riesce a trovarli e a riaprire il portale, riportandoli dunque nel 2018. Purtroppo anche l'implacabile Renatino attraversa il portale con i suoi uomini prima che esso esploda con il locale a causa della bomba.
Trasportato nel 2018, Renatino giura vendetta nei confronti del trio, mentre loro, dopo aver risolto i propri problemi personali ed economici, si dichiarano intenzionati a riprendersi il tesoro in possesso di Sabrina grazie all'aiuto di Gianfranco.

## Produzione
Il titolo del film è un omaggio a Non ci resta che piangere.
Le riprese del film, svolte interamente a Roma, sono iniziate il 21 maggio 2018 e sono terminate nel luglio seguente.

## Promozione
Il primo trailer viene diffuso nelle sale italiane a partire dal 29 novembre 2018, e sul canale YouTube della 01 Distribution il 5 dicembre 2018.

## Distribuzione
La pellicola è stata distribuita nelle sale cinematografiche italiane a partire dal 10 gennaio 2019.

## Accoglienza

### Incassi
Il film si posiziona al primo posto del botteghino nel primo fine settimana di programmazione, incassando 2 milioni di euro.

## Riconoscimenti
- 2019 - Filming Italy Best Movie Award[8]
  - Miglior sceneggiatura
- 2019 - Nastro d'argento[9]
  - Candidatura per il miglior soggetto a Andrea Bassi, Nicola Guaglianone, Menotti
  - Candidatura per i migliori costumi a Alberto Moretti

## Sequel
Nel marzo 2019 viene annunciato l'inizio dei lavori per un sequel, diretto sempre da Massimiliano Bruno. Il 2 settembre 2019 il regista annuncia varie novità: l'inizio delle riprese fissato al 30 settembre 2019, il titolo Ritorno al crimine e l'entrata nel cast di Carlo Buccirosso.
Il 1º dicembre 2023 verrà distribuita su Sky la miniserie televisiva sequel Non ci resta che il crimine - La serie, che vedrà il ritorno nel cast di Marco Giallini, Gianmarco Tognazzi e Giampaolo Morelli al quale si aggiunge il nuovo entrato Maurizio Lastrico; la serie sarà composta da sei puntate e vedrà il ritorno alla regia di Massimiliano Bruno, affiancato da Alessio Maria Federici. In questa serie, scritta da Massimiliano Bruno, Andrea Bassi, Gianluca Bernardini ed Herbert Simone Paragnani, i protagonisti viaggeranno indietro nel tempo agli anni settanta, trovandosi a vivere negli anni della Sinistra Giovanile, del terrorismo nero e del golpe Borghese.